# ألفرد إيرل
ألفرد إيرل (بالإنجليزية: Alfred Earl)‏ (19 مارس 1903 - 17 أغسطس 1951) هو لاعب كرة قدم بريطاني (وحمل سابقاً جنسية المملكة المتحدة لبريطانيا العظمى وأيرلندا) في مركز الظهير.